# Grand Prix du Sud-Ouest
Grand Prix du Sud-Ouest är ett årligt travlopp för 4-10-åriga varmblodiga travhästar som körs i södra Frankrike på någon av travbanorna i Bordeaux, Beaumont-de-Lomagne, Agen eller Toulouse i mitten av oktober. Det är ett Grupp 2-lopp, det vill säga ett lopp av näst högsta internationella klass. Förstapris är 81 000 euro.

## Vinnare
| År   | Häst               | Land      | Tid    | Distans | Kusk                    | Tränare                 | Tvåa               | Trea               |
| ---- | ------------------ | --------- | ------ | ------- | ----------------------- | ----------------------- | ------------------ | ------------------ |
| 2024 | Émeraude de Bais   | Frankrike | 1.12,0 | 2575 m  | Franck Nivard           | Benjamin Goetz          | Élvis du Vallon    | Just Love You      |
| 2023 | Gaspar de Brion    | Frankrike | 1.14,2 | 2750 m  | Matthieu Abrivard       | Matthieu Abrivard       | Elie de Beaufour   | Fakir de Mahey     |
| 2022 | Idao de Tillard    | Frankrike | 1.12,5 | 2550 m  | Clément Duvaldestin     | Thierry Duvaldestin     | Cash du Rib        | Ce Bello Romain    |
| 2021 | Cleangame          | Frankrike | 1.12,1 | 2400 m  | Jean-Michel Bazire      | Jean-Michel Bazire      | Rebella Matters    | Ce Bello Romain    |
| 2020 | Bugsy Malone       | Frankrike | 1.11,5 | 2750 m  | Yoann Lebourgeois       | Philippe Allaire        | Dreambreaker       | Ce Bello Romain    |
| 2019 | Cleangame          | Frankrike | 1.14,5 | 2750 m  | Jean-Michel Bazire      | Jean-Michel Bazire      | Balbir             | Bilooka du Boscail |
| 2018 | Aubrion du Gers    | Frankrike | 1.12,7 | 2550 m  | Jean-Michel Bazire      | Jean-Michel Bazire      | Carat Williams     | Aribo Mix          |
| 2017 | Aubrion du Gers    | Frankrike | 1.12,9 | 2400 m  | Jean-Michel Bazire      | Jean-Michel Bazire      | Anna Mix           | Billie de Montfort |
| 2016 | Timoko             | Frankrike | 1.11,6 | 2575 m  | Björn Goop              | Richard Westerink       | Bird Parker        | Ave Avis           |
| 2015 | Pascia'Lest        | Italien   | 1.13,6 | 2150 m  | Yann Lorin              | Fabrice Souloy          | Roi du Lupin       | El Mago Pellini    |
| 2014 | Swedishman         | Frankrike | 1'14"2 | 2550 m  | Franck Nivard           | Thierry Duvaldestin     | Roi du Lupin       | Kadett C.D.        |
| 2013 | Timoko             | Frankrike | 1'13"5 | 2400 m  | Joseph Verbeeck         | Fabrice Souloy          | Ru de l'Airou      | Sanity             |
| 2012 | Roi du Lupin       | Frankrike | 1'12"9 | 2575 m  | Anthony Barrier         | Jean Paul Marmion       | Save The Quick     | Commander Crowe    |
| 2011 | Wishing Stone      | USA       | 1'15"  | 2150 m  | Franck Nivard           | Fabrice Souloy          | Nouba du Saptel    | Prince Charmant    |
| 2010 | Nimrod Boréalis    | Frankrike | 1'14"1 | 2550 m  | Matthieu Abrivard       | Matthieu Abrivard       | Quaker Jet         | Nino le Blond      |
| 2009 | Igor Font          | Italien   | 1'14"1 | 2375 m  | Jean-Michel Bazire      | Fabrice Souloy          | Offshore Dream     | Olga du Biwetz     |
| 2008 | Opal Viking        | Sverige   | 1'15"3 | 2575 m  | Jorma Kontio            | Nils Enqvist            | Glen Cronos        | L'Océan d'Urfist   |
| 2007 | Niky               | Frankrike | 1'13"9 | 2150 m  | Laurent-Claude Abrivard | Laurent-Claude Abrivard | Morydiem           | Lupin de l'Odon    |
| 2006 | Jardy              | Frankrike | 1'13"9 | 2850 m  | Jean-Michel Bazire      | Jean-Michel Bazire      | Kito du Vivier     | Java Darche        |
| 2005 | Västerbo Daylight  | Sverige   | 1'12"3 | 2375 m  | Åke Svanstedt           | Jarmo Niskanen          | Ilster d'Espiens   | Hilda Zonett       |
| 2004 | Général du Lupin   | Frankrike | 1'14"2 | 2575 m  | Jean-Michel Bazire      | Jean Paul Marmion       | Jalba du Pont      | Isis Brennoise     |
| 2003 | Gigant Neo         | Sverige   | 1'17"3 | 2150 m  | Jean-Michel Bazire      | Stefan Melander         | Fan Idole          | Jasoda             |
| 2002 | Jackhammer         | Sverige   | 1'13"3 | 2375 m  | Ulf Nordin              | Ulf Nordin              | Giesolo de Lou     | Itou Jim           |
| 2001 | Jackhammer         | Sverige   | 1'14"8 | 2575 m  | Ulf Nordin              | Ulf Nordin              | Giesolo de Lou     | Fan Idole          |
| 2000 | Remington Crown    | Sverige   | 1'15"5 | 1609 m  | Jorma Kontio            | Jan Kruithof            | Général du Pommeau | Fan Idole          |
| 1999 | Général du Pommeau | Frankrike | 1'15"7 | 2575 m  | Jules Lepennetier       | Jules Lepennetier       | Louise Laukko      | Desko              |
| 1998 | Huxtable Hornline  | Sverige   | 1'17"1 | 2150 m  | Anders Lindqvist        | Anders Lindqvist        | Paparazzy          | Dryade des Bois    |
| 1997 | Abricot du Laudot  | Frankrike | 1'15"2 | 2525 m  | Jacques-Henri Treich    | Jacques-Henri Treich    | Paparazzy          | Activity           |
| 1996 | Houston Laukko     | Finland   | 1'16"5 | 2400 m  | Jorma Kontio            | Pekka Yli-Houhala       | Derby du Gîte      | Vénus de Foliot    |
| 1995 | Abo Volo           | Frankrike | 1'14"7 | 2450 m  | Joseph Verbeeck         | Paul Viel               | Houston Laukko     | Vrai Lutin         |
| 1994 | Arnaqueur          | Frankrike | 1'18"3 | 2400 m  | Karim Hawas             | Ali Hawas               | Abo Volo           | Bahama             |
| 1993 | Sea Cove           | Kanada    | 1'14"2 | 2000 m  | Joseph Verbeeck         | Jean-Lou Peupion        | Vrai Lutin         | Ulster du Cadran   |
| 1992 | Atas Fighter L     | USA       | 1'17"  | 2200 m  | Torbjörn Jansson        | Torbjörn Jansson        | Sun Valse          | Vittorio           |
| 1991 | Rêve d'Udon        | Frankrike | 1'15"4 | 2450 m  | Yves Dreux              | Bernard Desmontils      | Seddouk Super      | Quatalinska        |
| 1990 | Pussy Cat          | Frankrike | 1'15"2 | 2400 m  | Jean Raffin             | Jean Raffin             | Tabac Blond        | Quiradol d'Hilly   |
| 1989 | Potin d'Amour      | Frankrike | 1'15"8 | 2000 m  | Jan Kruithof            | Jan Kruithof            | Pussy Cat          | Péléo de Buftizon  |
| 1988 | Potin d'Amour      | Frankrike | 1'15"8 | 2000 m  | Jan Kruithof            | Jan Kruithof            | Quartz             | Mack the Knife     |
| 1987 | Ourasi             | Frankrike | 1'17"  | 2200 m  | Jean-René Gougeon       | Jean-René Gougeon       | Olympio de Corseul | Permissionnaire    |
| 1986 | Ogorek             | Frankrike | 1'19"7 | 2450 m  | Michel Roussel          | Jean-Lou Peupion        | Nobody de Retz     | Nodesso            |
| 1985 | Lutin d'Isigny     | Frankrike | 1'16"1 | 2475 m  | Jean-Paul André         | Maurice G. Corniere     | Solo Hagen         | Opprimé            |
| 1984 | Lurabo             | Frankrike | 1'16"3 | 2200 m  | Michel-Marcel Gougeon   | Jean-Lou Peupion        | Lutin d'Isigny     | Mon Tourbillon     |
| 1983 | Ianthin            | Frankrike | 1'17"6 | 2450 m  | Paul Delanoë            | Paul Delanoë            | Idéal du Gazeau    | Spice Island       |
| 1982 | Idéal du Gazeau    | Frankrike | 1'17"2 | 2400 m  | Eugène Lefèvre          | Eugène Lefèvre          | Ianthin            | Khali de Vrie      |
| 1981 | Idéal du Gazeau    | Frankrike | 1'16"0 | 2450 m  | Eugène Lefèvre          | Eugène Lefèvre          | Ianthin            | Istraeki           |
| 1980 | Idéal du Gazeau    | Frankrike | 1'16"3 | 2200 m  | Eugène Lefèvre          | Eugène Lefèvre          | Jorky              | Hillion Brillouard |
| 1979 | Éléazar            | Frankrike |        |         | Léopold Verroken        | Léopold Verroken        | Hadol du Vivier    |                    |
| 1978 | Éléazar            | Frankrike |        |         | Léopold Verroken        | Léopold Verroken        |                    |                    |